# Lower Taseko Lake
Der Lower Taseko Lake ist ein See in der kanadischen Provinz British Columbia.

## Lage
Der Lower Taseko Lake befindet sich in den Chilcotin Ranges, einer Teilkette der südlichen Coast Mountains, in einem glazialen Tal, das sich nach landeinwärts zum Chilcotin-Plateau hin öffnet. Der auf einer Höhe von 1323 m gelegene 21,24 km² große See weist eine Längsausdehnung in Nord-Süd-Richtung von 16,5 km sowie eine maximale Breite von etwa 2 km auf. Der 1,3 km lange Abfluss des südlich gelegenen Upper Taseko Lake mündet in das Südende des Lower Taseko Lake. Der Taseko River durchfließt die beiden Seen in nördlicher Richtung. Der mittlere Abfluss beträgt 37,3 m³/s. Das Einzugsgebiet umfasst 1520 km².

## Seefauna
Im See kommen u. a. folgende Fischarten vor:
Stierforelle, Dolly-Varden-Forelle, die Saugkarpfenart Catostomus catostomus (Longnose Sucker) und die Coregoninenart Prosopium williamsoni (Mountain Whitefish).